# تشارلز آرثر فرايز
تشارلز آرثر فرايز (بالإنجليزية: Charles Arthur Fries)‏ هو رسام أمريكي، ولد في 14 أغسطس 1854، وتوفي في 15 ديسمبر 1940 في سان دييغو في الولايات المتحدة.

## معرض صور

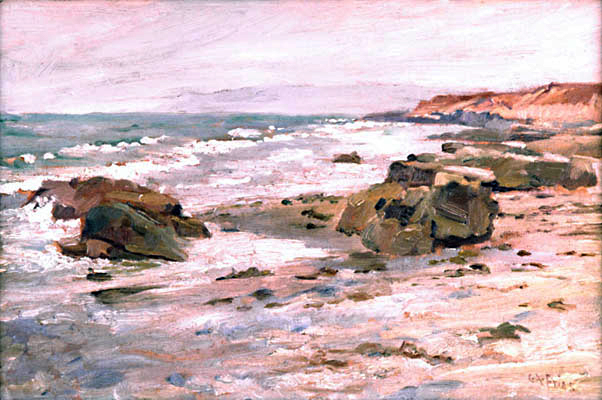
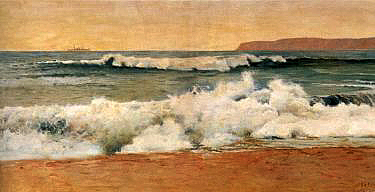
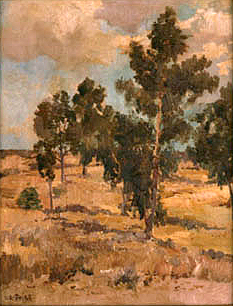